# Kanton Soissons-2
Kanton Soissons-2 (fr. Canton de Soissons-2) je francouzský kanton v departementu Aisne v regionu Hauts-de-France. Tvoří ho 13 obcí a část města Soissons. Kanton vznikl v roce 2015.

## Obce kantonu
- Acy
- Belleu
- Berzy-le-Sec
- Billy-sur-Aisne
- Courmelles
- Mercin-et-Vaux
- Missy-aux-Bois
- Noyant-et-Aconin
- Ploisy
- Septmonts
- Serches
- Sermoise
- Soissons (část)
- Vauxbuin